# 堀将俊
堀 将俊（ほり まさとし、元和6年1月16日（1620年2月19日） - 延宝7年9月2日（1679年10月6日））は小千谷縮の祖とされる人物。
明石次郎、明石様とも呼ばれる。

## 経歴
播州明石の出身。17世紀（寛文年間頃）、妻と2人の娘と共に越後国山谷村（現：新潟県小千谷市）の庄屋西牧彦次右衛門の家に移り住んだ。明石出身ということで明石次郎と呼ばれていた。そして、この地方で織られていた越後麻布の改良に成功した。村人に教え、次第に魚沼郡全域、刈羽郡、頸城郡にまで広がった。
1679年、死去。
死後、小千谷縮の発明、発展の功績を称え、小千谷の人々は極楽寺に明石堂を建立した。そして明石様とよんで称えた。今も、5月12日と9月12日に祭礼が行われている。
1928年、正五位を追贈された。